# Shelfordina latimarginata
Shelfordina latimarginata är en kackerlacksart som först beskrevs av Richard Hanitsch 1928.  Shelfordina latimarginata ingår i släktet Shelfordina och familjen småkackerlackor. Inga underarter finns listade i Catalogue of Life.